# 1983-as magyar atlétikai bajnokság
Az 1983-as magyar atlétikai bajnokság a 88. bajnokság volt. A nőknél bevezették a 10 000 m-es síkfutást, az ötpróbát a hétpróba váltotta fel. Elmaradt a téli dobóbajnokság.

## Helyszínek
- mezei bajnokság: április 9., Dunakeszi, lóversenypálya
- 50 km-es gyaloglás: április 24., Ózd
- női 10 000 m: május 14., Újpesti Dózsa pálya, Szilágyi utca
- 20 km-es gyaloglás: május 15., Szolnok, Tiszaliget
- maraton: június 4., Szeged, Széchenyi tér – Ferencszállás – Szeged, Széchenyi tér
- összetett bajnokság: július 5–6., Újpesti Dózsa pálya, Szilágyi utca
- pályabajnokság: július 1–3., Népstadion
- váltóbajnokság: szeptember 24–25., Újpesti Dózsa pálya, Szilágyi utca

## Eredmények

### Férfiak
| Versenyszám            | Arany                                                                      | Arany    | Ezüst                                                                      | Ezüst    | Bronz                                                                     | Bronz    |
| ---------------------- | -------------------------------------------------------------------------- | -------- | -------------------------------------------------------------------------- | -------- | ------------------------------------------------------------------------- | -------- |
| 100 m                  | Kiss Ferenc Csepel SC                                                      | 10,26    | Tatár István Bp. Honvéd                                                    | 10,29    | Nagy István Hevesi SE                                                     | 10,30    |
| 200 m                  | Nagy István Hevesi SE                                                      | 20,79    | Babály László Debreceni MVSC                                               | 20,83    | Kiss Ferenc Csepel SC                                                     | 21,15    |
| 400 m                  | Újhelyi Sándor Újpesti Dózsa                                               | 46,49    | Vasvári Sándor Nyíregyházi VSSC                                            | 46,66    | Nagy Miklós Debreceni MVSC                                                | 46,86    |
| 800 m                  | Ötvös Imre Újpesti Dózsa                                                   | 1:48,21  | Szabó Zsolt Diósgyőri VTK                                                  | 1:48,27  | Bereczki József Miskolci VSC                                              | 1:48,36  |
| 1500 m                 | Tóth László Bp. Honvéd                                                     | 3:39,98  | Ötvös Imre Újpesti Dózsa                                                   | 3:39,99  | Szabó Tamás Pécsi MSC                                                     | 3:40,22  |
| 5000 m                 | K. Szabó Gábor Debreceni MVSC                                              | 13:54,82 | Májer József Nyíregyházi VSSC                                              | 13:57,19 | Kadlót Zoltán Salgótarjáni TC                                             | 13:58,06 |
| 10 000 m               | Májer József Nyíregyházi VSSC                                              | 29:11,63 | Kerékjártó István Újpesti Dózsa                                            | 29:15,15 | Bauer Attila Komlói Bányász                                               | 29:15,86 |
| 4 × 100 m              | Takács István Bankó Pál Bakos György Újhelyi Sándor Újpesti Dózsa          | 40,97    | Komiszár Gábor Tremmel László Bagyura József Menczer Gusztáv Bp. Spartacus | 40,99    | Mészáros László Fetter György Tatár István Bagyura Nándor Bp. Honvéd      | 41,34    |
| 4 × 200 m              | Takács István Bankó Pál Bakos György Újhelyi Sándor Újpesti Dózsa          | 1:24,34  | Tremmel László Risztics Frank Bagyura József Menczer Gusztáv Bp. Spartacus | 1:24,54  | Bagyura Nándor Mészáros László Fetter György Tatár István Bp. Honvéd      | 1:27,20  |
| 4 × 400 m              | Halász Géza Takács István Bankó Pál Újhelyi Sándor Újpesti Dózsa           | 3:09,49  | Bagyura József Risztics Frank Tremmel László Menczer Gusztáv Bp. Spartacus | 3:13,0   | Szalai József Paróczai András Márkus András Sipos Ferenc Szolnoki MÁV MTE | 3:15,55  |
| 4 × 800 m              | Molnár Gábor Zöld László Reichnach Ferenc Szalai István Tatabányai Bányász | 7:32,72  | Drotár Ottó Szász László Mallár Zsolt Bereczki József Miskolci VSC         | 7:39,45  | Knipl István Lajkó István Szatczker Csaba Tóth László Bp. Honvéd          | 7:40,46  |
| 4 × 1500 m             | Markó Gábor Knipl István Lajkó István Tóth László Bp. Honvéd               | 15:21,3  | Drotár Ottó Mallár Zsolt Szász László Bereczki József Miskolci VSC         | 15:21,4  | Vass Imre Bucsuházi József Volford László Énekes Béla SZEOL AK            | 15:40,6  |
| 110 m gát              | Bakos György Újpesti Dózsa                                                 | 13,58    | Bodó Béla Debreceni MVSC                                                   | 13,68    | Vaszil Lajos Vasas SC                                                     | 14,30    |
| 400 m gát              | Takács István Újpesti Dózsa                                                | 50,67    | Takács József Diósgyőri VTK                                                | 50,90    | Csapó Lajos Debreceni MVSC                                                | 51,05    |
| 3000 m akadály         | Markó Gábor Bp. Honvéd                                                     | 8:37,69  | Balogh Gyula Szekszárdi Dózsa                                              | 8:38,22  | Orosz József Kazincbarcikai Vegyész                                       | 8:42,75  |
| 20 km gyaloglás        | Szálas János Bp. Honvéd                                                    | 1:32:18  | Andrásfai Endre Bp. Postás                                                 | 1:33,06  | Kovács Károly Békéscsaba                                                  | 1:34:38  |
| 50 km gyaloglás        | Sátor László Bp. Honvéd                                                    | 4:04:02  | Domján Miklós Haladás                                                      | 4:06,50  | Veréb Rudolf Diósgyőri VTK                                                | 4:14,48  |
| magasugrás             | Gibicsár István Újpesti Dózsa                                              | 220 cm   | Raus Károly Pécsi MSC                                                      | 217 cm   | Széles István Bp. Honvéd                                                  | 217 cm   |
| távolugrás             | Szalma László Vasas SC                                                     | 816 cm   | Szenczi László Tatabányai Bányász                                          | 783 cm   | Pálóczi Gyula Nyíregyházi VSSC                                            | 779 cm   |
| hármasugrás            | Katona Gábor Bp. Honvéd                                                    | 16,23 m  | Kiss Tibor MTK-VM                                                          | 16,15 m  | Sári Kálmán Bakony Vegyész                                                | 16,09 m  |
| rúdugrás               | Salbert Ferenc Csepel SC                                                   | 545 cm   | Franke László Bp. Honvéd                                                   | 510 cm   | Makó Ernő Debreceni MVSC                                                  | 500 cm   |
| súlylökés              | Szabó László Tatabányai Bányász                                            | 19,13 m  | Várkonyi Gábor MTK-VM                                                      | 18,13 m  | Ladányi Zsigmond SZEOL AK                                                 | 18,09 m  |
| diszkoszvetés          | Csiszár Ferenc MTK-VM                                                      | 60,48 m  | Tégla Ferenc Újpesti Dózsa                                                 | 59,82 m  | Szegletes Ferenc Építők SC                                                | 59,40 m  |
| gerelyhajítás          | Németh Miklós Vasas SC                                                     | 80,54 m  | Bolgár Tamás Szegedi VSE                                                   | 77,90 m  | Temesi András Vasas SC                                                    | 76,80 m  |
| kalapácsvetés          | Tánczi Tibor Haladás                                                       | 75,42 m  | Vida József Haladás                                                        | 74,82 m  | Szitás Imre Haladás                                                       | 73,28 m  |
| tízpróba               | Hoffer József Tatabányai Bányász                                           | 7861     | Sághy Antal Hatvan                                                         | 7458     | Czuder Antal Salgótarjáni TC                                              | 7417     |
| maraton                | Kiss Zoltán Volán SC                                                       | 2:22:18  | Szekeres János Építők SC                                                   | 2:25,40  | Kerékjártó István Újpesti Dózsa                                           | 2:26,53  |
| kis mezei futás (6 km) | K. Szabó Gábor Debreceni MVSC                                              | 17:10    | Szász László Miskolci VSC                                                  | 17:21    | Balogh Gyula Szekszárdi Dózsa                                             | 17:22    |
| mezei futás (12 km)    | Kerékjártó István Újpesti Dózsa                                            | 35:41    | Sinkó György Bp. Honvéd                                                    | 35:43    | Bauer Attila Komlói Bányász                                               | 35:53    |
| csapat 20 km gyaloglás | Szálas János Nagy Zsolt Major Ferenc Bp. Honvéd                            | 4:44:36  | Andrásfai Endre Éder Ferenc Hunya Péter Bp. Postás                         | 4:51:58  | Veréb Rudolf Szűcs József Angyalosi János Diósgyőri VTK                   | 4:56:02  |
| csapat 50 km gyaloglás | Sátor László Szálas János Major Ferenc Bp. Honvéd                          | 12:43:00 | Veréb Rudolf Kánya Sándor Angyalosi János Diósgyőri VTK                    | 13:05:43 | Danovszky Ferenc Szálas Menyhért Jung András Építők SC                    | 13:40:33 |
| csapat maraton         | Kiss Zoltán Varga Miklós Borka Gyula Volán SC                              | 7:29:18  | Szekeres János Kovács L Fülöp Építők SC                                    | 7:48,20  | Jenkei András Joó Vilmos Síkfői Ferenc Vasas SC                           | 8:03,6   |
| csapat kis mezei futás | Knipl István Tóth László Szatzker Csaba Bp. Honvéd                         | 40       | Volford László Bucsuházi József Vass Imre SZEOL AK                         | 44       | Deák-Nagy Imre Horváth Béla Szvoboda János Ferencvárosi TC                | 47       |
| csapat mezei futás     | Kerékjártó István Fancsali András Fekete Tibor Újpesti Dózsa               | 17       | Sinkó György Kozma Attila Szendrei Sándor Bp. Honvéd                       | 40       | Borka Gyula Varga Miklós Illés Antal Volán SC                             | 42       |

### Nők
| Versenyszám           | Arany                                                                      | Arany                        | Ezüst                                                              | Ezüst                        | Bronz                                                                      | Bronz                        |
| --------------------- | -------------------------------------------------------------------------- | ---------------------------- | ------------------------------------------------------------------ | ---------------------------- | -------------------------------------------------------------------------- | ---------------------------- |
| 100 m                 | Juhász Erzsébet Szolnoki MÁV MTE                                           | 11,67                        | Hrács Piroska Nyíregyházi VSSCNovobáczky Klára Építők SC           | 12,01                        |                                                                            |                              |
| 200 m                 | Forgács Judit Tatabányai Bányász                                           | 23,51                        | Juhász Erzsébet Szolnoki MÁV MTE                                   | 23,97                        | Petrika Erzsébet Nyíregyházi VSSC                                          | 24,12                        |
| 400 m                 | Forgács Judit Tatabányai Bányász                                           | 52,16                        | Pál Ilona Hatvan                                                   | 53,69                        | Petrika Ilona Nyíregyházi VSSC                                             | 53,97                        |
| 800 m                 | Szalai Katalin Tatabányai Bányász                                          | 2:02,54                      | Mohácsi Éva Tatabányai Bányász                                     | 2:04,19                      | Horváth Janka Haladás                                                      | 2:04,95                      |
| 1500 m                | Szalai Katalin Tatabányai Bányász                                          | 4:17,89                      | Horváth Janka Haladás                                              | 4:19,51                      | Ágoston Zita Dunaújvárosi Kohász                                           | 4:19,55                      |
| 3000 m                | Jankó Ilona Ajkai Alumínium                                                | 9:18,25                      | Ágoston Zita Dunaújvárosi Kohász                                   | 9:18,67                      | Komjáthy Ágnes Csepel SC                                                   | 9:19,60                      |
| 10 000 m              | Jankó Ilona Ajkai Alumínium                                                | 34:04,8                      | Komjáthy Ágnes Csepel SC                                           | 34:05,8                      | Jakab Erzsébet Győri Dózsa                                                 | 34:17,0                      |
| 4 × 100 m             | Gyöngy Ibolya Juhász Erzsébet Molnár Judit Szekeres Judit Szolnoki MÁV MTE | 46,95                        | Mihalkó Anna Nagy Mária Tóth Zsuzsa Daku Mónika Nyíregyházi VSSC   | 47,17                        | Szabó Erzsébet Szopori Erika Petróczi Ágnes Palócz Ibolya SZEOL AK         | 47,52                        |
| 4 × 200 m             | Tóth Zsuzsa Nagy Mária Petrika Erzsébet Petrika Ibolya Nyíregyházi VSSC    | 1:38,30                      | Petróczi Ágnes Palócz Ibolya Szabó Erzsébet Szopori Erika SZEOL AK | 1:38,84                      | Gyöngy Ibolya Juhász Erzsébet Molnár Judit Szekeres Judit Szolnoki MÁV MTE | 1:39,56                      |
| 4 × 400 m             | Petrika Erzsébet Szepesi Éva Nagy Mária Petrika Ibolya Nyíregyházi VSSC    | 3:41,63                      | Szabó Erzsébet Palócz Ibolya Szopori Erika Kósa Erika SZEOL AK     | 3:43,67                      | Sági Éva Juhász Erzsébet Molnár Judit Szekeres Judit Szolnoki MÁV MTE      | 3:44,82                      |
| 4 × 800 m             | Vágó Anita Bakos Enikő Naszályi Nóra Király Anikó Vasas SC                 | 9:07,61                      | Petrik Éva Babai Katalin Bugya Mariann Csordás Ágnes Bp. Honvéd    | 9:10,56                      | Bakula Mária Holovics Katalin Szabó Erzsébet Szopori Erika SZEOL AK        | 9:12,04                      |
| 100 m gát             | Siska Xénia Vasas SC                                                       | 13,20                        | Baranyai Ildikó BEAC                                               | 13,37                        | Tarjányi Eszter MTK-VM                                                     | 13,40                        |
| 400 m gát             | Szopori Erika SZEOL AK                                                     | 57,97                        | Tarjányi Eszter MTK-VM                                             | 58,70                        | Szepesi Éva Szegedi VSE                                                    | 59,12                        |
| magasugrás            | Béla Emese Csepel SC                                                       | 188 cm                       | Juha Olga Vasas SC                                                 | 188 cm                       | Mikola Irén Bp. Honvéd                                                     | 183 cm                       |
| távolugrás            | Vanyek Zsuzsa Bp. Építők                                                   | 664 cm                       | Novobáczky Klára Bp. Építők                                        | 659 cm                       | Bebesi Gabriella Videoton                                                  | 628 cm                       |
| súlylökés             | Horváth Viktória Haladás                                                   | 17,24 m                      | Herth Hajnal MTK-VM                                                | 16,47 m                      | Kripli Márta MTK-VM                                                        | 15,49 m                      |
| diszkoszvetés         | Kripli Márta MTK-VM                                                        | 60,06 m                      | Herczeg Ágnes Vasas SC                                             | 59,94 m                      | Pallay Sándorné Diósgyőri VTK                                              | 54,84 m                      |
| gerelyhajítás         | Janák Mária Csepel SC                                                      | 57,98 m                      | Malovecz Zsuzsa Újpesti Dózsa                                      | 55,12 m                      | Budavári Éva Szolnoki MÁV MTE                                              | 54,86 m                      |
| hétpróba              | Bebesi Gabriella Videoton                                                  | 5847                         | Éger Zsuzsa Építők SC                                              | 5591                         | Tamás Andrea Pécsi MSC                                                     | 5548                         |
| maratoni futás        | Zsilák Ilona Békéscsaba                                                    | 2:49:13                      | Sipka Ágnes Ikarusz                                                | 2:52:32                      | Szabó Karolina Csepel SC                                                   | 2:54:06                      |
| mezei futás (4 km)    | Jankó Ilona Ajkai Alumínium                                                | 13:59                        | Komjáthy Ágnes Csepel SC                                           | 14:05                        | Szabó Karolina Csepel SC                                                   | 14:09                        |
| csapat maratoni futás | Nem volt értékelhető csapat.                                               | Nem volt értékelhető csapat. | Nem volt értékelhető csapat.                                       | Nem volt értékelhető csapat. | Nem volt értékelhető csapat.                                               | Nem volt értékelhető csapat. |
| csapat mezei futás    | Komjáthy Ágnes Szabó Karolina Váczi Éva Csepel SC                          | 20                           | Petrik Éva Bugya Mariann Babai Katalin Bp. Honvéd                  | 37                           | Pék Teréz Horváth Emőke Tóth Noémi Dunaújvárosi Kohász                     | 51                           |

## Magyar atlétikai csúcsok
- 3000 m 7:47.4 ocs. K. Szabó Gábor DMVSC Debrecen 9. 15.